# Néstor Ortigoza
Néstor Ortigoza, född 7 oktober 1984 i San Antonio de Padua, Argentina, är en paraguayansk fotbollsspelare (mittfältare) som spelar i San Lorenzo de Almagro. Mellan 2009 och 2017 gjorde Ortigoza 31 matcher för det paraguayanska fotbollslandslaget.
Han har bland annat vunnit den argentinska ligan (2013 med San Lorenzo) och Copa Libertadores (2013/2014 med San Lorenzo). Ortigoza ingick i Paraguays trupp till VM i fotboll 2010 och Copa America 2011.